# Bortniki (obwód witebski)
Bortniki (biał. Бортнікі; ros. Бортники) – wieś na Białorusi, w obwodzie witebskim, w rejonie głębockim, w sielsowiecie Plissa.

## Historia
W czasach zaborów ówczesny zaścianek w gminie Łużki, w powiecie dzisieńskim, w guberni wileńskiej Imperium Rosyjskiego.
W latach 1921–1945 folwark leżał w Polsce, w województwie wileńskim, w powiecie dziśnieńskim, w gminie Czerniewicze, a od 1929 w gminie Plissa.
Według Powszechnego Spisu Ludności z 1921 roku zamieszkiwały tu 132 osoby, 103 były wyznania rzymskokatolickiego, a 29 prawosławnego. Jednocześnie wszyscy mieszkańcy zadeklarowali białoruską przynależność narodową. Były tu 23 budynki mieszkalne. W 1931 w 25 domach zamieszkiwało 138 osób.
Wierni należeli do parafii rzymskokatolickiej i prawosławnej w Czerniewiczach. Miejscowość podlegała pod Sąd Grodzki w Głębokiem i Okręgowy w Wilnie; właściwy urząd pocztowy mieścił się w Plissie.